# Ким Юджин
Ким Юджин (кор. 김유진, кит. 金幽珍; род. 9 апреля 1988 года, более известная как Юи) — южнокорейская певица и актриса. Наиболее популярна как бывшая участница гёрл-группы After School (2009—2017).
Как актриса, Юи известна по ролям в проектах «Великая королева Сондок» (2009), «Братья Очжаккё» (2011), «Даосский маг Чон У Чхи» (2012), «Золотая радуга» (2013), «Высшее общество» (2015) и «Брачный контракт» (2016).

## Жизнь и карьера

### 1988—2008: Ранние годы, образование и Five Girls
Юи родилась 9 апреля 1988 года в Тэгу, Южная Корея. Её отец, Ким Сон Кап — профессиональный тренер южнокорейской бейсбольной команды Nexen Heroes. Есть старшая сестра Ю На. Посещала старшую школу, специализированную на физической культуре, в Инчхоне. В то же время занималась плаванием и участвовала в корейском национальном спортивном фестивале. Окончила Университет Сонгюнгван.
Юи хотела стать актрисой и ходила на многие прослушивания, но сначала решила дебютировать в качестве певицы. В 2007 году она стала участницей группы Five Girls под управлением Good Entertainment (агентство расформировалось в 2009 году) вместе с Юбин (ныне бывшая участница Wonder Girls), Хёсон, Чживон (ныне бывшая участница Spica) и G.NA. На MTV было запущено реалити-шоу «Дневник Five Girls», но коллектив так и не смог дебютировать из-за финансовых проблем агентства.

### 2009—16: Дебют с After School и рост популярности
В апреле 2009 года Юи дебютировала в группе After School с синглом «Diva». Почти сразу девушка стала популярна у публики за свои «медовые бёдра», благодаря чему часто появлялась на вершине поисковых запросов в Южной Корее.
В июле Юи дебютировала как актриса в дораме «Великая королева Сондок», которая выиграла ряд престижных наград на кинопремиях. В октябре стартовал показ музыкальной драмы «Ты прекрасен». В том же месяце Юи стала частью проектной группы 4Tomorrow вместе с Сынён (ныне бывшая участница Kara), Хёной (ныне бывшая участница Wonder Girls и 4Minute) и Гаин (Brown Eyed Girls), и они выпустили сингл «두근두근 Tomorrow». Становилась участницей второго сезона реалити-шоу «Молодожёны», где её партнёром стал актёр Пак Чжэ Чжон. По итогам года вошла в топ-10 списка трудолюбивых айдолов по версии корейского Forbes, заняв восьмое место.
В 2011 году Юи сыграла главные роли в двух проектах. Сначала ей досталась роль Сон Ми Су — деревенской девушки, мечтающей стать профессиональным игроком в гольф, в дораме «Королева гольфа». В «Братьях Очжаккё» исполнила роль студентки. За свою игру ей достались награды на Baeksang Arts Awards и KBS Drama Awards в номинации «Лучшая новая актриса». 21 июня Юи выпустила свой первый сольный сингл «쏙쏙쏙 (Sok Sok Sok)». Также была соведущей шоу «Ночь за ночью».
В январе 2012 года стала постоянной ведущей музыкального шоу Music Bank с Ли Чан У, последний их совместный эфир состоялся в апреле 2013 года. В ноябре состоялась премьера дорамы «Даосский маг Чон У Чхи», основанной на истории династии Чосон. Во время съёмок её похвалили за возможность сыграть саму себя в персонаже и детальное представление.
```
«Я хочу уйти от ‘айдол-певец, который стал актёром’ в этот раз и действительно подняться в своей игре»
```

В 2013 году Юи стала временным участником шоу на выживание «Босоногие друзья». Ей досталась главная роль в дораме «Золотая радуга», за которую она получила награду за «Особые успехи» на MBC Drama Awards. Весной 2014 стала участницей шоу «Закон джунглей» в эпизодах, где команда выживала в Индийском океане. В интервью она призналась, что потеряла рвение к карьере певицы и займётся исключительно актёрством после того, как выпустится из After School.
В начале 2015 года была утверждена на главную женскую роль в дораме «Любовь Хо Гу», где сыграла национальную чемпионку по плаванию. Затем последовала роль в проекте «Высшее общество». В интервью Юи отметила, что получила много разочарованных отзывов от зрителей и что «никогда не была настолько раскритикована за бедную актёрскую игру». В октябре присоединилась к касту шоу «Кулаки храма Шаолинь». 5 марта 2016 года стартовал показ дорамы «Брачный контракт». В ноябре вышел сериал «Ночные огни».

### 2017—настоящее время: Уход из After School и актёрская карьера
31 мая 2017 года контракт Юи с Pledis Entertainment подошёл к концу, и девушка выпустилась из After School. В июне она подписала контракт с Yuleum Entertainment, чтобы окончательно сфокусироваться на актёрской карьере, тем самым завершив музыкальную. 9 августа состоялась премьера дорамы «Люк», первого проекта после ухода из Pledis; партнёром стал Джэ Джун. В 2018 году состоялись премьеры двух сериалов при участии Юи — «Мой муж О Чжан Дук» и «Мой прекрасный союзник».
29 мая 2019 года стало известно, что контракт Юи с Yuleum Entertainment подходит к концу, и его продление находится в стадии обсуждения. 5 июля было объявлено, что девушка заключила контракт с King Entertainment.

## Личная жизнь
3 мая 2016 года стало известно, что Юи состоит в отношениях с актёром Ли Сан Юном. 25 января 2017 года пара рассталась.
В июле 2017 года были подтверждены отношения Юи с партнёром по шоу «Закон джунглей» Каннамом, которые начались в мае. Спустя три месяца появилась информация о расставании.

### Здоровье
С ноября 2016 года Юи начала стремительно терять вес, чем шокировала поклонников. В мае 2019 года её фотография в Instagram наделала много шума, т.к. актриса выглядела слишком худой, но она заявила, что здорова, и это эффект от приложения на телефоне.

## Дискография

### Синглы
| Название                                 | Год  | Пиковая позиция в чартах | Альбом                                |
| Название                                 | Год  | KOR                      | Альбом                                |
| ---------------------------------------- | ---- | ------------------------ | ------------------------------------- |
| «Sok Sok Sok» (совместно с JR из NU'EST) | 2011 | 64                       | Не сингл с альбома                    |
| «Hero» (совместно с Чоной)               | 2013 | —                        | Barefooted Friends: My Story, My Song |

## Фильмография
| Год  |   | Русское название        | Оригинальное название              | Роль                           |
| ---- | - | ----------------------- | ---------------------------------- | ------------------------------ |
| 2009 | с | Великая королева Сондок | Queen Seondeok                     | Мишиль в молодости             |
| 2009 | с | Ты прекрасен            | You're Beautiful                   | Ю Хе И                         |
| 2010 | с | Моя девушка — кумихо    | My Girlfriend is a Nine-Tailed Fox | Студентка (5 эпизод)           |
| 2011 | с | А я денежки люблю       | All My Love                        | Ким Юджин (182 и 210 эпизоды)  |
| 2011 | с | Королева гольфа         | Birdie Buddy                       | Сон Ми Су                      |
| 2011 | с | Братья Очжаккё          | Ojakgyo Family                     | Бэк Чжа Ын                     |
| 2012 | с | Даосский маг Чон У Чхи  | Jeon Woo-chi                       | Принцесса Хон Му Ён            |
| 2013 | с | Золотая радуга          | Golden Rainbow                     | Ким Бэк Вон                    |
| 2015 | с | Любовь Хо Гу            | Hogu's Love                        | До До Хи                       |
| 2015 | с | Высшее общество         | High Society                       | Чан Юн А                       |
| 2015 | с | Она была красивой       | She Was Pretty                     | Гостья на церемонии (9 эпизод) |
| 2016 | с | Брачный контракт        | Marriage Contract                  | Кан Хё Су                      |
| 2016 | с | Ночные огни             | Night Light                        | Ли Се Чжин                     |
| 2017 | с | Люк                     | Manhole                            | Кан Су Чжин                    |
| 2018 | с | Мой муж О Чжан Дук      | My Contracted Husband, Mr. Oh      | Хан Сын Чжу                    |
| 2018 | с | Мой прекрасный союзник  | My Only One                        | Ким До Ран                     |
| 2022 | с | Призрачный доктор       | Goseuteu dakteo                    | Джанг Си Джин                  |

## Награды и номинации
| Год  | Церемония                | Номинация                        | Что номинировано       | Результат |
| ---- | ------------------------ | -------------------------------- | ---------------------- | --------- |
| 2009 | MBC Entertainment Awards | Лучший новичок                   | Молодожёны             | Победа    |
| 2011 | Barbie & Ken Awards      | Барби Года                       | н/д                    | Победа    |
| 2011 | KBS Drama Awards         | Лучшая новая актриса             | Братья Очжаккё         | Победа    |
| 2012 | Baeksang Arts Awards     | Лучшая новая актриса (ТВ)        | Братья Очжаккё         | Победа    |
| 2012 | KBS Drama Awards         | Награда за особые успехи         | Даосский маг Чон У Чхи | Номинация |
| 2013 | MBC Drama Awards         | Награда особые успехи            | Золотая радуга         | Победа    |
| 2015 | Korea Drama Awards       | Награда за особые успехи         | Высшее общество        | Номинация |
| 2015 | SBS Drama Awards         | Награда за особые успехи         | Высшее общество        | Номинация |
| 2015 | SBS Entertainment Awards | Лучшая командная работа          | Кулаки храма Шаолинь   | Победа    |
| 2016 | APAN Star Awards         | Награда за особые успехи         | Брачный контракт       | Номинация |
| 2016 | Asia Artist Awards       | Лучшая знаменитость              | Брачный контракт       | Номинация |
| 2016 | Grimae Awards            | Лучшая актриса                   | Брачный контракт       | Победа    |
| 2016 | MBC Drama Awards         | Дэсан                            | Брачный контракт       | Номинация |
| 2016 | MBC Drama Awards         | Награда за особые успехи         | Брачный контракт       | Победа    |
| 2018 | Korea Drama Awards       | Награда за особые успехи         | Мой муж О Чжан Дук     | Номинация |
| 2018 | APAN Star Awards         | Награда за особые успехи         | Мой муж О Чжан Дук     | Номинация |
| 2018 | KCA Consumer Day Awards  | Лучший актёр драмы               | Мой прекрасный союзник | Победа    |
| 2018 | MBC Drama Awards         | Награда за особые успехи         | Мой муж О Чжан Дук     | Номинация |
| 2018 | MBC Drama Awards         | Награда за пародию (с Ким Кан У) | Мой муж О Чжан Дук     | Победа    |
| 2018 | KBS Drama Awards         | Награда за особые успехи         | Мой прекрасный союзник | Победа    |
| 2018 | KBS Drama Awards         | Лучшая пара (с Ли Чан У)         | Мой прекрасный союзник | Победа    |